# Mortes em 2024
Esta é uma relação de pessoas notáveis que morreram durante o ano de 2024.